# Tiên Sơn, Việt Yên
Tiên Sơn là một xã thuộc thị xã Việt Yên, tỉnh Bắc Giang, Việt Nam.

## Địa lý
Xã Tiên Sơn có vị trí địa lý:
- Phía đông giáp phường Ninh Sơn
- Phía tây giáp tỉnh Bắc Ninh
- Phía nam giáp xã Vân Hà và tỉnh Bắc Ninh
- Phía bắc giáp xã Trung Sơn và huyện Hiệp Hòa

Xã Tiên Sơn có diện tích 14,46 km², dân số năm 2022 là 12.489 người, mật độ dân số đạt 864 người/km².

## Hành chính
Xã Tiên Sơn được chia thành 6 thôn: Lương Viên, Kim Sơn, Hạ Lát (Tiên Lát Hạ), Phù Tài, Thần Chúc, Thượng Lát (Tiên Lát Thượng).

## Lịch sử
Xã Tiên Sơn là xã Tiên Lát, huyện Việt Yên, phủ Lạng Giang, trấn Kinh Bắc cũ.
Ngày 2 tháng 5 năm 1949, Ủy ban kháng chiến hành chính Liên khu I ban hành Quyết định số 223/QĐ-UB về việc hợp nhất ba xã: Yên Hà, Thần Chúc, Tiên Sơn thành xã Sơn Hà.
Sau năm 1954, xã Sơn Hà chia thành Vân Hà và xã Tiên Sơn.
Ngày 13 tháng 12 năm 2023, Ủy ban Thường vụ Quốc hội ban hành Nghị quyết số 938/NQ-UBTVQH15 về việc thành lập thị xã Việt Yên (nghị quyết có hiệu lực từ ngày 1 tháng 2 năm 2024). Theo đó, xã Tiên Sơn thuộc thị xã Việt Yên.

## Văn hóa

### Làng quan họ
Xã Tiên Sơn có 3 làng quan họ cổ thuộc danh sách 23 làng quan họ Bắc Giang được quy hoạch bảo tồn và đưa vào phát triển du lịch văn hóa là Làng quan họ Thần Chúc, Làng quan họ Tiên Lát Thượng và Làng quan họ Tiên Lát Hạ.